# Il migliore dei mondi
Il migliore dei mondi è un film del 2023 diretto da Danilo Carlani, Alessio Dogana e Maccio Capatonda.

## Trama
Nel 2023 l'esperto informatico Ennio Storto vive immerso nella tecnologia. La sua vita, monotona e priva di particolari emozioni, è scandita da social, pornografia online e assistenti digitali. L'unico rapporto stabile è quello con il fratello Alfredo, ex rivoluzionario e piccolo spacciatore che gestisce con lui il negozio di elettronica. Nel tentativo di aggiustare un vecchio modem di Viola, una ragazza che fa parte di una comunità che vuole vivere con meno tecnologia, viene trasportato nel 2023 di un universo parallelo dove il progresso tecnologico, a seguito del Millennium bug avvenuto nel 2000 e del successivo caos, è stato bandito, rimanendo fermo agli anni '90. Qui si innamora proprio di Viola, che in questo universo fa parte di una comunità che si batte segretamente per la diffusione del progresso tecnologico.
Viola è in possesso di quel modem che è il solo in grado di riportare Ennio nel suo mondo. Gli amici di Viola, in particolare, rimangono strabiliati di fronte allo smartphone di Ennio. Mentre l'uomo impara ad apprezzare i risvolti di una vita più "analogica", lui e Viola finiscono nel mirino della polizia, impegnata a reprimere qualsiasi forma di progresso. La ragazza muore dopo una sparatoria con la polizia ed Ennio, dopo un periodo di scoramento, decide di tornare nel suo mondo (dove Viola è ancora viva). Per farlo, l'uomo si fa aiutare dal fratello (che in questo universo riscopre la sua vena rivoluzionaria) e da Steve Jobs che, ancora vivo ed esiliato nei primi anni 2000 in un paesino italiano (Copertino), riesce a riparare lo smartphone di Ennio e a rispedirlo nel proprio mondo.

## Colonna sonora
Nel film è presente il brano originale Condannata a danzare di Myss Keta.

## Promozione
Il primo trailer del film è stato diffuso il 20 ottobre 2023.

## Distribuzione
Il film è stato distribuito su Prime Video a partire dal 17 novembre 2023.